# Blatnice pod Svatým Antonínkem (železniční zastávka)
Blatnice pod Svatým Antonínkem je železniční zastávka a nákladiště (dříve železniční stanice), která se nachází jihozápadně od obce Blatnice pod Svatým Antonínkem, Jihomoravském kraji, okrese Hodonín. Leží v km 62,429 jednokolejné železniční trati Veselí nad Moravou – Nové Mesto nad Váhom mezi stanicemi Veselí nad Moravou a Velká nad Veličkou.

## Dřívější názvy
- 1927–1939 Blatnice pod Svatým Antonínkem
- 1939–1945 Blatnitz (Mähren) / Blatnice pod svatým Antonínkem
- 1945–1961 Blatnice pod Svatým Antonínkem
- 1961–2015 Blatnice u Veseli nad Moravou
- 2015–dosud Blatnice pod Svatým Antonínkem[1]

## Popis zastávky a nákladiště
V zastávce a nákladišti jsou kromě traťové koleje ještě manipulační koleje č. 2 a č. 4 (nejblíže k budově), které jsou zapojeny na obou zhlavích. U traťové koleje je nástupiště č. 2 o délce 138 m, kromě toho je nástupiště (č. 1) také u manipulační koleje č. 2, to má délku 118 m. Obě nástupiště mají nástupní hranu ve výšce 200 mm nad temenem kolejnice. Nástupiště jsou úrovňová s přístupem přes koleje. U manipulační koleje č. 4 je nakládací rampa o délce 24 m. V místě jsou celkem 4 výhybky a dvě výkolejky, všechny ručně přestavované.
Nákladiště může být obslouženo vlakem nebo PMD, který může jet z kterékoli ze sousedních stanic a pak se do kterékoliv stanice vrátit. V nákladišti se může uzamknout s uvolněním traťové koleje.
Cestující informuje o příjezdu vlaku staniční rozhlas. Cestujícím slouží přístřešek, který je u staniční budovy, nejsou zde žádné služby pro cestující a ani návazné spoje. V zastávce se neprodávají jízdenky, odbavení cestujících probíhá ve vlaku. Staniční budova je vyzdobená typickými slováckými motivy a sgrafity od malíře Vojtěcha Pernici.

## Provoz osobní dopravy
V roce 2023 byly vlaky ČD a zastávka součástí integrovaného dopravního systému IDS JMK jako linka S91. V té době zastávku pravidelně obsluhovaly pouze osobní vlaky Českých drah ve směrech Hodonín, Javorník nad Veličkou zastávka, Rohatec, Strážnice, Velká nad Veličkou, Veselí nad Moravou ve zhruba dvouhodinovém intervalu.